# Fabulous Disaster (groupe)
Pour les articles homonymes, voir Fabulous Disaster.
Fabulous Disaster est un groupe féminin de punk rock américain, originaire de San Francisco, en Californie. Le groupe est formé en 1998, et compte un total de cinq albums. Il se sépare en 2007, soit neuf ans après sa formation.

## Biographie
Fabulous Disaster est formé en 1998  à San Francisco, en Californie. Le groupe comprend Laura Litter (chant solo), Lynda Mandolyn (guitare, chant), Mia d' Bruzzi (guitare), Mr. Nancy (basse) et Sally Gess (batterie). Un an après sa formation, le groupe publie son premier album studio, Pretty Killers, au label Evil Eye Records.
Leur deuxième album, Put Out or Get Out, est publié en 2001 au label Pink and Black Records, et rencontre un certain succès,, qui a donné lieu à une tournée en 2002. En 2003, elles sortent l'album Panty Raid ! et partent en tournée avec des groupes comme NOFX, The Real McKenzies, The Dickies, etc. En 2004, elles sortent I'm a Mess, après quoi elles organisent leur plus grande tournée. Le dernier album du groupe, Love at First fight, est sorti en 2007.
À la fin de 2007, le groupe annonce sa séparation sur son site. Fat Mike du groupe NOFX qualifie le groupe de meilleur groupe féminin de punk de tous les temps.

## Discographie
- 1999 : Pretty Killers
- 2001 : Put Out or Get Out
- 2003 : Panty Raid!
- 2004 : I'm a Mess
- 2007 : Love at First Fight

## Membres
- Lynda Mandolyn - chant
- Sally Disaster - batterie
- Squeaky - guitare, chant
- Lizzie Boredom - basse